# Radlett
Radlett est un village du district de Hertsmere, dans le Hertfordshire, en Angleterre. Il dispose d’une gare ferroviaire.